# Ålandzee
De Ålandzee (Zweeds: Ålands hav, Fins: Ahvenanmeri) is een zeestraat die de verbinding vormt tussen de Botnische Golf en de Oostzee. De Ålandzee ligt tussen de Åland-eilanden in het oosten en Zweden in het westen. De plaats waar de Ålandzee het smalst is (30 km), wordt wel 'zuidelijke Kvarken' genoemd.
Een geul op de bodem van de Ålandzee is het op een na diepste punt van de Oostzee met een diepste punt van 301 meter.
Centraal in de Ålandzee ligt het rots-eilandje Märket, dat deels Zweeds en deels Ålands (Fins) grondgebied is.
Verschillende veerdiensten varen over de Ålandzee tussen Zweden en Åland. Vroeger liep de postroute Stockholm–Turku over de Ålandzee.

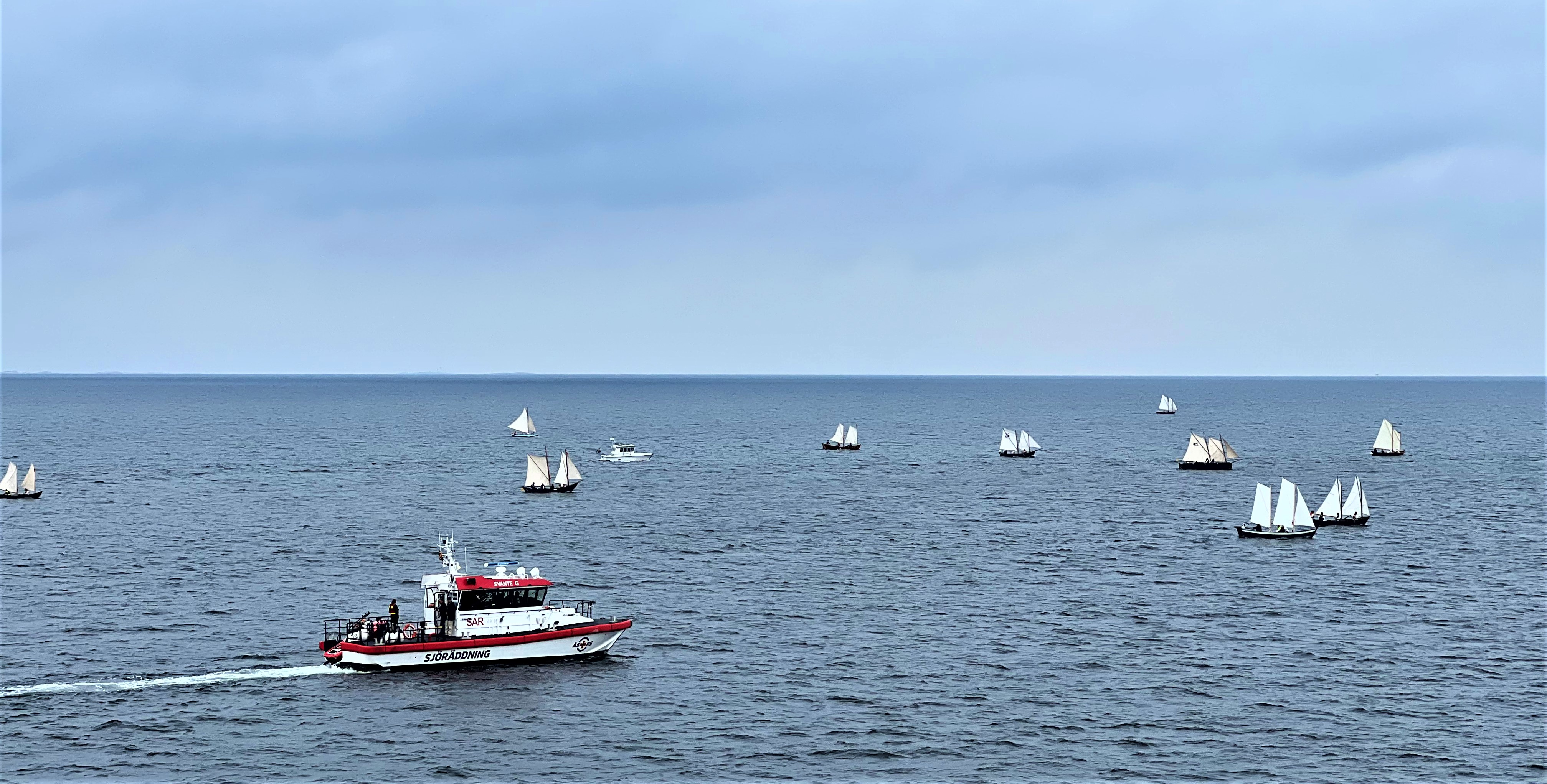
De Postrodden tussen Grisslehamn en Eckerö in 2022